# Septoria hydrangeae
Septoria hydrangeae è una specie di fungo ascomicete della famiglia delle Mycosphaerellaceae. Parassita, causa la septoriosi delle piante di ortensie. 